# Ягодненское сельское поселение
Ягодненское се́льское поселе́ние — муниципальное образование в Комсомольском районе Хабаровского края Российской Федерации. 
Образовано в 2004 году.
Административный центр — посёлок Ягодный.

## Население
| 2010  | 2011  | 2012  | 2013  | 2014  | 2015  | 2016  |
| ----- | ----- | ----- | ----- | ----- | ----- | ----- |
| 1947  | ↗1962 | ↘1916 | ↘1877 | ↘1831 | ↘1781 | ↘1741 |
| 2017  | 2018  | 2019  | 2020  | 2021  |       |       |
| ↘1722 | ↘1694 | ↘1683 | ↘1665 | ↗1754 |       |       |

## Населённые пункты
В состав поселения входят 3 населённых пункта:
| № | Населённый пункт | Тип     | Население |
| - | ---------------- | ------- | --------- |
| 1 | Чёрный Мыс       | село    | ↘142      |
| 2 | Шелехово         | село    | ↘18       |
| 3 | Ягодный          | посёлок | ↘1594     |